# Reguły
Reguły is een dorp in de Poolse woiwodschap Mazovië. De plaats maakt deel uit van de gemeente Michałowice (powiat Pruszkowski) en telt 1000 inwoners.